# Maurice Thorez

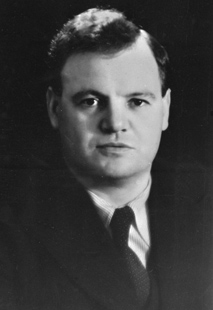
Maurice Thorez (1936)

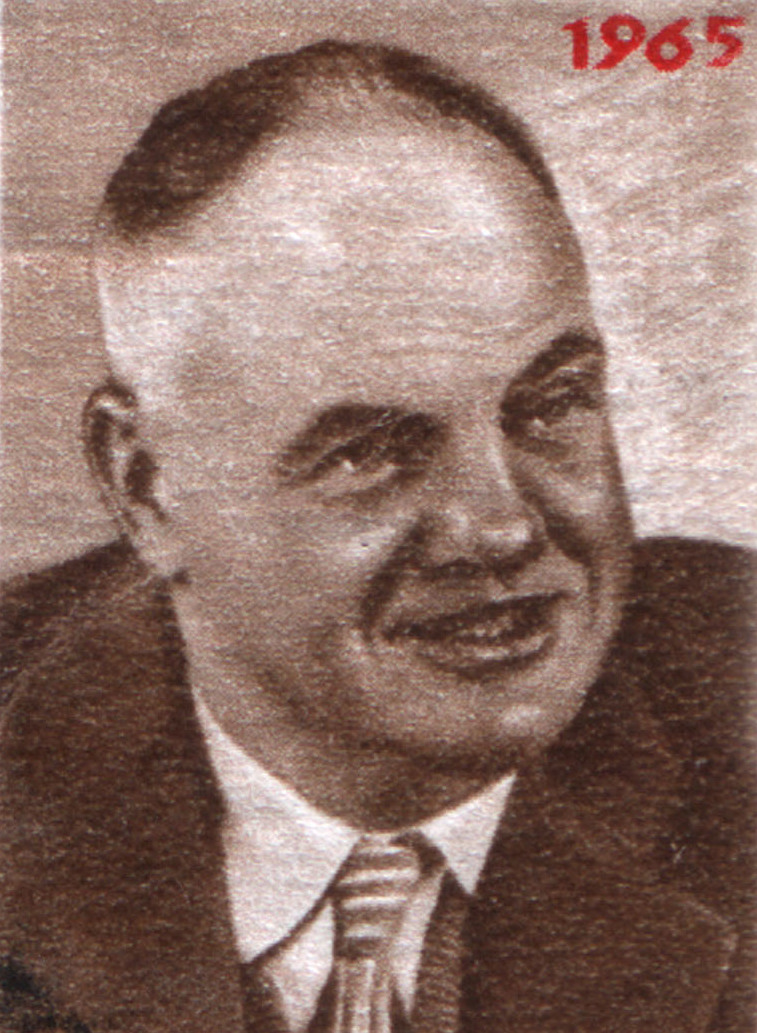
Sowjetische Briefmarke

Maurice Thorez (Aussprache: [mɔˈʀis tɔˈʀɛːz]; * 28. April 1900 in Noyelles-Godault, Département Pas-de-Calais; † 11. Juli 1964 bei einer Überfahrt auf dem Schwarzen Meer) war ein französischer Politiker, der von 1930 bis 1964 Generalsekretär des Parti communiste français (PCF) und von 1946 bis 1947 Vizepremierminister seines Landes war.

## Leben
In einer Bergarbeiterfamilie geboren, arbeitete Maurice Thorez schon mit zwölf Jahren in einem Bergwerk und später als Bauarbeiter. 1919 trat er der Section française de l’Internationale ouvrière (SFIO) bei. Nach dem Parteikongress von Tours 1920, bei dem sich die sozialistische Partei spaltete, schloss er sich den Kommunisten an und nahm bald wichtige Posten ein. Im gleichen Jahr begann er seinen Militärdienst. 1923 wurde er Sekretär der kommunistischen Föderation des Départements Pas-de-Calais, ein Jahr später Sekretär der Region Nord. 1925 wurde er, nach einem kurzen Flirt mit der linken innerparteilichen Opposition, Mitglied des Politbüros der KPF. 1926 wurde er Organisationssekretär seiner Partei. Zwischen 1925 und 1926 engagierte er sich aktiv gegen den Krieg in Marokko. Zwischen 1929 und 1930 verbüßte er eine Haftstrafe wegen Provokation militärischen Ungehorsams.
1930 wurde Thorez zum Generalsekretär der KPF gewählt und genoss die Unterstützung Josef Stalins, dessen Kampf gegen Leo Trotzki Thorez unterstützte. Im Mai 1932 wurde er als Abgeordneter des Départements Seine (Paris und Vororte) in die Deputiertenkammer gewählt, der er nach einer Wiederwahl 1936 bis zur Aberkennung seines Mandats im Januar 1940 angehörte. Während er im Januar 1934 die Sozialistische Partei noch ausdrücklich als Feind nannte, unterzeichnete Thorez sechs Monate später als Reaktion auf die antirepublikanischen Ausschreitungen vom 6. Februar 1934 einen Pakt mit der SFIO und der Parti Radical Socialiste über die Bildung der Volksfront. Infolge der tiefen wirtschaftlichen Depression gelangte die Volksfront unter dem von Thorez unterstützten Premierminister Léon Blum 1936 an die Macht, in der sie wichtige Sozialreformen einführte, zum Beispiel den Urlaub für Arbeitnehmer. Wegen des Nichtangriffspakts zwischen Stalin und Hitler 1939 wurde die erstarkte KPF unter Leitung von Thorez aus der Volksfrontregierung ausgeschlossen. Die Spannungen in der französischen Bevölkerung am Vorabend des Krieges hatten stark zugenommen. Rechte Kreise planten Attentate auf linke Politiker und Gewerkschafter.
Am 4. Oktober 1939, kurz nach Beginn des Krieges gegen Deutschland, „desertierte“ Thorez, der als Reservist im 3. Pionierregiment in Arras diente, auf Befehl Moskaus und floh über Belgien nach Moskau. Am 29. November 1939 verurteilte ihn ein Militärgericht zu einer Freiheitsstrafe von sechs Jahren, zudem wurde ihm die französische Staatsbürgerschaft aberkannt. In Moskau und in Ufa war er in der Kommunistischen Internationale (Komintern) tätig. 1943 wirkte Thorez an deren Auflösung mit.
Während des Zweiten Weltkriegs erschienen in der kommunistischen Résistance-Zeitung L’Humanité clandestine regelmäßig Beiträge, die unterzeichnet waren mit „Maurice Thorez. Irgendwo in Frankreich“. Erst viele Jahre nach dem Krieg räumte die Partei ein, dass Thorez die Kriegszeit in Moskau verbracht hatte und die operative Führung der Partei während der Besatzungszeit bei Jacques Duclos gelegen war.
Nach der Befreiung kehrte er nach Begnadigung durch die provisorische Regierung General de Gaulles am 21. November 1944 nach Frankreich zurück, wo er wieder die Leitung der KPF übernahm. Er führte die KPF auf dem Weg des parlamentarischen Kampfs um die Macht und sorgte dafür, dass die kommunistischen Partisanen der Résistance ihre Waffen abgaben. Im Oktober 1945 wurde er als einer von 53 Vertretern des Départements Seine (wo die KPF bei dieser Wahl stärkste Kraft wurde) in die verfassunggebende Nationalversammlung gewählt. Im November 1945 berief ihn de Gaulle als Staatsminister ohne Geschäftsbereich in sein Kabinett, wo er bis zum Januar 1946 am Gesetz über den Status des Beamtentums arbeitete. Nach dem Scheitern des ersten Verfassungsentwurfs gehörte Thorez auch der zweiten Konstituante und ab 1946 bis zu seinem Tod der regulären Nationalversammlung an. 
Zwischen Januar 1946 und Mai 1947 war er Vizepremierminister in den Regierungen Félix Gouin, Georges Bidault und Paul Ramadier der Vierten Republik (Koalition aus Kommunisten, Sozialisten und dem christdemokratischen MRP). Thorez nahm aktiv am Wiederaufbau Frankreichs nach dem Krieg an der Seite anderer politischer Bewegungen unter Einsatz seines ganzen Einflusses teil. Im beginnenden Kalten Krieg übte die US-amerikanische Regierung über den Marshall-Plan massiven Druck auf die französische Regierung aus, die kommunistischen Minister aus der Regierung auszuschließen. Aber auch die Spannungen zwischen den kommunistischen und den übrigen Ministern über die Wirtschafts- und Kolonialpolitik insbesondere in Indochina wuchs. Schließlich trug die Kontroverse über das Einfrieren der Löhne während der Hyperinflation der Nachkriegszeit zum Rücktritt von Thorez und den übrigen kommunistischen Ministern im Mai 1947 bei. Im gleichen Jahr heiratete er Jeannette Vermeersch, die seit 1945 KP-Abgeordnete in der Nationalversammlung war.

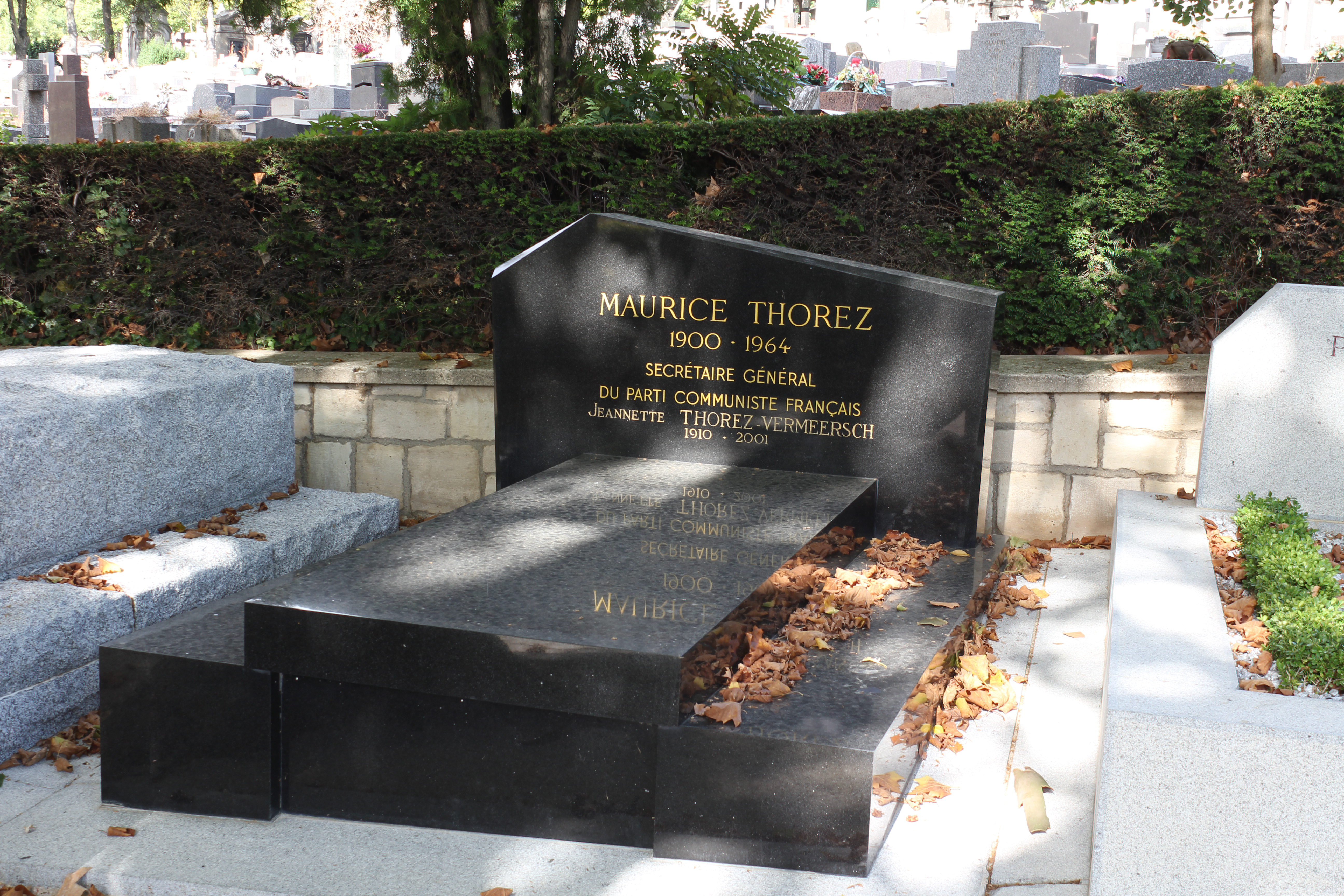
Thorez’ Grab auf dem Père-Lachaise

1950 wurde er von einer Bluterkrankung überrascht, woraufhin er sich in der Sowjetunion behandeln ließ. Unter seiner Leitung erfreute sich die KPF breiter Unterstützung im Volk, die durch den politischen Prozess in den 1950er Jahren jedoch sank. Aufgrund der neuen Wahlgesetzgebung der Fünften Republik verlor die KPF bei den Wahlen zur Nationalversammlung 1958 schlagartig 140 Sitze, obwohl sie die drittmeisten Stimmen erhalten hatte. Thorez behielt sein Mandat allerdings weiterhin. Nach Einführung der Einer-Wahlkreis vertrat er den 50. Wahlkreis des Départements Seine, in dem die südliche Pariser Vorstand Ivry-sur-Seine liegt. Obwohl sich sein Gesundheitszustand zusehends verschlechterte, behielt er bis kurz vor seinem Tode 1964 die Leitung der KPF. Nach seinem Rücktritt wählte die KPF ihn zu ihrem Ehrenvorsitzenden. Er starb bei einer Reise an das Schwarze Meer in der Türkei an Bord der „Latwija“. Sein Nachfolger wurde Waldeck Rochet.
Während der 34 Jahre an der Spitze der KPF war Maurice Thorez ambitioniert und stellte sich nur einmal gegen das Politbüro, indem er aktiv seine ablehnende Haltung zum Krieg in Marokko vertrat und entgegen den Weisungen eine Geldstrafe zahlte, um einer Haft zu entgehen, und die geforderte Selbstkritik gelangweilt ausführte. 1930 war er am Ausschluss von Henri Barbé und Pierre Célor beteiligt: Zunächst hatte er den ultralinken Kurs der beiden Funktionäre der kommunistischen Jugendorganisation Jeunesses Communistes unterstützt, machte sie dann allerdings für die hohen Mitgliederverluste ab 1927 (−30.000 Mitglieder) verantwortlich. Thorez war ein pragmatischer Stratege – bei der Allianz mit der SFIO in der Volksfront – und unbedingter Gefolgsmann Stalins. Er führte die Befehle der sowjetischen Staatsführung sowie die der Komintern aus und ignorierte die stalinistischen Verbrechen. Dem Prozess der Entstalinisierung, der ab 1956 von Nikita Chruschtschow maßgeblich vorangetrieben wurde, stand Thorez lange Zeit ablehnend gegenüber.

## Beisetzung
Maurice Thorez war ungemein populär. Der Beisetzung in Paris am 16. Juli 1964 wohnten mehr als 500.000 Menschen bei, indem sie dem Sarg folgten oder von den Trottoirs aus zuschauten. Nicht nur die KP-Führer anderer Länder wie der Italiener Palmiro Togliatti kondolierten. Auch Pablo Picasso und seine Frau bekundeten: „Jacqueline und ich empfinden großen Schmerz.“

## Ehrungen
Die Stadt Tores in der ukrainischen Oblast Donezk wurde nach ihm benannt, sowie ein Fremdsprachen-Institut in Moskau (heute Staatliche Linguistische Universität Moskau). Neben diversen Straßen in Frankreich und der ehemaligen Sowjetunion war von 1965 bis 1991 auch das Zentrale Pionierlager in Arendsee (Bezirk Magdeburg) sowie die Könneritzstraße in Leipzig nach ihm benannt. Eine kleine Nebenstraße im Zwickauer DDR-Neubaugebiet Neuplanitz trägt nach wie vor den Namen Thorezweg. In Brandenburg an der Havel und in Leipzig gab es Polytechnische Oberschulen, die Maurice Thorez hießen.

## Werke
- Autobiografie: Fils du peuple 1937–1960
- Une politique de grandeur française 1945
- Tagebuch 1952–1964. UZ-Edition/Commpress Verlag, Essen 2024